# Dioxid de sulf
Dioxidul de sulf SO2 este anhidrida acidului sulfuros H2SO3. El este un gaz incolor, iritant al mucoaselor, cu un miros înțepător și gust acrișor. Gazul este toxic, se dizolvă în apă, formând acid sulfuros. 
Dioxidul de sulf este produs prin arderea materialelor fosile ce conțin cca. 4% sulf, ca petrolul și cărbunele. Aceste procese duc la poluarea intensă a mediului, fiind cauza ploilor acide.

## Producere
- prin arderea sulfului sau hidrogenului sulfurat

{\displaystyle \mathrm {S+O_{2}\ \longrightarrow \ SO_{2}} }
- prin arderea minereurilor  cu sulf, ca de ex. pirita:

{\displaystyle \mathrm {4\;FeS_{2}+11\;O_{2}\ \longrightarrow \ 2\;Fe_{2}O_{3}+8\;SO_{2}} \qquad \Delta H<0}
- prin reacția sulfiților cu acizi tari

{\displaystyle \mathrm {Na_{2}SO_{3}+2\;HCl\ \longrightarrow \ 2\;NaCl+H_{2}O+SO_{2}} }
- prin reducerea acidului sulfuric de nemetale (sulf, carbon) sau hidracizi ai halogenilor și sulfului

- prin reacția tiosulfatului de sodiu cu acid sulfuric concentrat cu intermediar acid tiosulfuric instabil

## Caracteristici
Dioxidul de sulf în stare lichidă este un solvent pentru numeroase substanțe anorganice și organice. Electroliții dizolvați sunt puțin disociați. Punctul de lichefiere este de -10 grade Celsius.
Este solubil în apă, 40 volume de gaz per 1 volum de apă la zero grade Celsius. Dizolvarea produce o soluție apoasă de acid sulfuros.
Poate fi oxidant sau reducător.
Poate reacționa cu hidrogen sulfurat producând sulf elementar și apă. Reacția se produce natural în vulcani.
Reacționează cu apa de clor, brom și iod in soluție apoasă de iodură de potasiu producând decolorare. De asemenea decolorează și soluțiile de permanganat de potasiu.
Soluția apoasă poate fi oxidată la acid sulfuric soluție cu apă oxigenată. Similar sulfiții soluție pot fi oxidați la sulfați.
Poate fi redus cu hidrogen la sulf și hidrogen sulfurat.
Reduce fierul trivalent din săruri la fier divalent.

## Utilizare
Este utilizat ca dizolvant. Este folosit de asemenea în industria alimentară ca și conservant al legumelor și fructelor sau pentru dezinfectarea butoaielor de vin sau bere. Gazul descompune vitamina B1. 
În Europa, este notat cu numărul E 220 fiind admis pentru produsele „bio”. Dioxidul de sulf mai este utilizat în industria farmaceutică, sau a coloranților, precum și la înălbirea hârtiei sau materialelor textile. 
În concentrații mari este toxic pentru plante sau animale, poluând apele și distrugând prin ploile acide vegetația pădurilor.

## Simptome de intoxicație
La om, intoxicația cu dioxid de sulf produce:
- dureri de cap
- stare de ebrietate
- vărsături (emeză)
- amețeală

În concentrații mai mari gazul produce leziuni a mucoaselor căilor respiratorii, iar la nivel celular produce schimbări ale acizilor nucleici.

## Legături externe
- Definiție pentru aditivul alimentar „E220” la infocons.ro (denumire și descriere).